# Katpur
Katpur är en ort i Indien.   Den ligger i distriktet Bhāvnagar och delstaten Gujarat, i den västra delen av landet, 1 000 km sydväst om huvudstaden New Delhi. Katpur ligger 9 meter över havet och antalet invånare är 6 981.
Terrängen runt Katpur är mycket platt. Havet är nära Katpur åt sydost.  Närmaste större samhälle är Mahuva, 4,4 km nordväst om Katpur.